# فرانسوا لامي
فرانسوا لامي (بالفرنسية: François Lamy)‏ هو عالم عقيدة فرنسي، ولد في 29 يناير 1636، وتوفي في 11 أبريل 1711.